# Gabe Kidd
Gabriel Michael McMenamin (nacido el 24 de abril de 1997) es un luchador profesional inglés. Actualmente trabaja para New Japan Pro-Wrestling (NJPW), donde actúa bajo el nombre de Gabe Kidd (abreviado de su nombre anterior Gabriel Kidd). En NJPW, es miembro del Bullet Club y actual Campeón de Peso Abierto STRONG en su primer reinado. También es un ex-Campeón en Parejas de Peso Abierto STRONG, junto con su excompañero del Bullet Club, Alex Coughlin.

## Carrera en la lucha libre profesional

### Primeros años (2011-2019)
McMenamin hizo su debut en 2011 bajo el nombre de Kid Danger y en ese momento luchaba bajo una máscara para ocultar su edad.
En 2013, McMenamin cambió al nombre de Gabriel Kidd. 
El 29 de abril de 2017, Kidd ganó el Campeonato de Internet de WCPW, uno de los títulos de WhatCulture Pro Wrestling, en un combate que involucró al campeón defensor Cody Rhodes y Joe Hendry. Perdió el título ante Zack Sabre Jr. el 21 de septiembre. El 2 de junio de 2019, Kidd perdió ante Hendry en un combate Loser Leaves Town match, tras lo cual dejó la ahora llamada Defiant Wrestling.
El 29 de junio, en un evento de Revolution Pro Wrestling, Kidd hizo equipo con Kenneth Halfpenny y Shaun Jackson, donde derrotaron a Brendan White y los young lions de NJPW Clark Connors y Karl Fredericks. Katsuyori Shibata quedó tan impresionado con Kidd que lo recomendó a los funcionarios de NJPW, lo que llevó a Kidd a ser contratado por NJPW.

### New Japan Pro-Wrestling (2020-presente)

#### 2020-2023
El 25 de enero de 2020, Kidd hizo su debut en New Japan Pro-Wrestling. Más tarde, ese mismo año, ingresó a la New Japan Cup y perdió ante Taiji Ishimori en la primera ronda el 17 de junio.
El 20 de noviembre de 2022, en Historic X-Over, Kidd se asoció con sus compañeros de LA Dojo, Clark Connors, Kevin Knight y Alex Coughlin para derrotar a Kosei Fujita, Oskar Leube, Ryohei Oiwa y Yuto Nakashima. Unos días más tarde, Coghlin y Kidd formaron equipo en la World Tag League, donde terminaron últimos en su bloque con solo 2 puntos.

#### Bullet Club (2023-presente)
El 4 de junio de 2023, en Dominion, Coughlin y Kidd, presentados como Bullet Club War Dogs, atacaron a Bishamon (Hirooki Goto & Yoshi-Hashi), luego de su victoria al capturar tanto el Campeonato en Parejas de IWGP como el Campeonato en Parejas de Peso Abierto STRONG, señalando un desafío por ambos títulos, convirtiendo oficialmente a ambos hombres en heel por primera vez. Más tarde, el dúo acompañó al líder del Bullet Club, David Finlay, al ring con camisetas del Bullet Club, uniéndose oficialmente al grupo. El 4 de julio, en la noche 1 del NJPW Independence Day, Kidd (ahora bajo el nombre abreviado Gabe Kidd) y Coughlin derrotaron a Bishamon para ganar los Campeonatos en Parejas de Peso Abierto STRONG, marcando los primeros campeonatos en NJPW para ambos hombres. Más adelante en el mes, Kidd participó en el G1 Climax haciendo su debut en el torneo y compitiendo en el Bloque A. Antes del torneo, en la conferencia de prensa, Kidd atacó a los también participantes del Bloque A, Yota Tsuji y Kaito Kiyomiya, lo que provocó que lo retiraran prematuramente de la conferencia. En el torneo, Kidd terminó con 5 puntos, sin poder avanzar a la ronda de cuartos de final. El 9 de octubre en Destruction in Ryōgoku, Kidd y Coughlin perdieron los títulos de parejas de peso abierto fuerte ante Guerrillas of Destiny (El Phantasmo y Hikuleo), poniendo fin a su reinado a los 97 días.
El dúo intentó recuperarse el mes siguiente, ingresando a la World Tag League anual, compitiendo en el A-Block. Kidd y Coughlin terminaron juntos en la cima de su bloque, con 10 puntos, avanzando a la ronda semifinal. En la ronda semifinal, el dúo fue derrotado por Bishamon, eliminándolos del torneo. El 17 de marzo de 2024, se informó que Kidd había firmado un nuevo contrato con NJPW. Kidd participó en la New Japan Cup 2024, donde derrotó a Callum Newman en la primera ronda, pero sería eliminado por Shingo Takagi en la segunda. En Sakura Genesis, Kidd atacó a Takagi después de que este último derrotara a Evil por el Campeonato de Peso Abierto NEVER Openweight y realizó una promo worked shoot, criticando a NJPW, escupiendo en la cara del presidente de NJPW, Hiroshi Tanahashi, y luego desafió a Takagi por su campeonato. En la noche 2 de Wrestling Dontaku, Kidd no logró ganarle el campeonato a Takagi. El 11 de mayo, derrotó a Eddie Kingston en un No Ropes Last Man Standing match en Resurgence para convertirse en el Campeón de Peso Abierto STRONG más joven de la historia.

## Campeonatos y logros
- Empire Wrestling

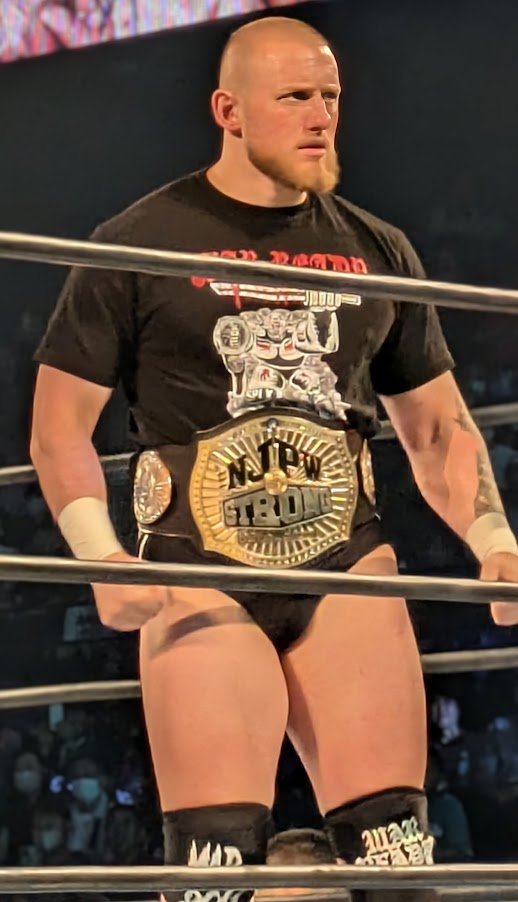
Kidd como Campeón Peso Abierto de S.T.R.O.N.G.

  - Empire Tag Team Championship (1 vez) [28] - con Saxon Huxley [29]
- House of Pain Wrestling
  - HOP Heavyweight Championship (1 vez) [30]
  - HOP Tag Team Championship (2 veces) [31] - con Moustachio (1) [32] y Matt Hopkins (1) [33] [34]
- Kamikaze Pro
  - Relentless Division Championship (1 vez) [35] [36] [37]
- New Japan Pro-Wrestling
  - NJPW STRONG Openweight Championship (1 vez, actual) [38]
  - NJPW STRONG Openweight Tag Team Championship (1 vez) [39] - con Alex Coughlin
- What Culture Pro Wrestling
  - WCPW Internet Championship (1 vez) [40]
- Pro Wrestling Illustrated
  - Clasificado en el puesto 374 de los 500 mejores luchadores individuales en el PWI 500 en 2023 [41]